# Fattore di von Willebrand
Il fattore di von Willebrand (vWF) è una proteina plasmatica fondamentale nella fisiologia dell'emostasi (tant'è che un suo deficit comporta una malattia emorragica: la malattia di Von Willebrand). È coinvolta sia nell'attivazione delle piastrine sia nella regolazione della coagulazione .
Chimicamente è una glicoproteina dal peso molecolare di circa 250 kD che circola nel plasma sotto forma di multimeri a basso, intermedio ed alto peso molecolare.
È sintetizzato dalle cellule endoteliali e dai megacariociti e va incontro a processi di dimerizzazione e multimerizzazione.

## Funzioni
La funzione primaria del fattore di von Willebrand è interagire con altre proteine, in particolare con il fattore VIII, ed è importante nell'adesione piastrinica ai siti della ferita. Non è un enzima e, quindi, non ha attività catalitica..
vWF si lega a un gran numero di cellule e molecole. I più importanti sono:
- Il fattore VIII è legato a vWF mentre è inattivo in circolazione; il fattore VIII degrada rapidamente quando non è legato a vWF. Il fattore VIII viene rilasciato da vWF dall'azione della trombina. In assenza di vWF, il fattore VIII ha un'emivita di 1-2 ore; quando trasportato da vWF intatto, il fattore VIII ha un'emivita di 8-12 ore.
- vWF si lega al collagene, ad esempio quando è esposto in cellule endoteliali a causa di danni che si verificano al vaso sanguigno. L'endotelio rilascia anche vWF che forma ulteriori collegamenti tra la glicoproteina Ib / IX / V delle piastrine e le fibrille di collagene
- vWF si lega a gpIb di piastrine quando forma un complesso con gpIX e gpV; questo legame si verifica in tutte le circostanze, ma è il più efficiente sotto sforzo di taglio elevato (cioè, flusso sanguigno rapido in vasi sanguigni stretti, vedere sotto).
- vWF si lega ad altri recettori piastrinici quando sono attivati, ad esempio, dalla trombina (cioè quando la coagulazione è stata stimolata).

Il vWF gioca un ruolo importante nella coagulazione del sangue. Pertanto, la deficienza o disfunzione di vWF (malattia di von Willebrand) porta a una tendenza al sanguinamento, che è più evidente nei tessuti che presentano un elevato flusso di sangue nei vasi stretti. Dagli studi sembra che vWF srotoli in queste circostanze, rallentando le piastrine passanti. Ricerche recenti suggeriscono anche che il fattore di von Willebrand è coinvolto nella formazione dei vasi sanguigni stessi, il che spiegherebbe perché alcune persone con la malattia di von Willebrand sviluppano malformazioni vascolari (prevalentemente nel tratto digestivo) che possono sanguinare eccessivamente.
La sequenza integrinica, RGDS (arginina-glicina-acido aspartico-serina), è una sequenza in grado di legare le integrine, in particolare lega la glicoproteina IIb/IIIa sulla membrana piastrinica, e questo tipo di interazione media, poi, i legami crociati che la piastrina fa con altre piastrine. Cioè è attraverso l'interazione di queste sequenze RGDS che il vWF intrattiene con la glicoproteina IIb/IIIa che una piastrina può interagire con un'altra piastrina: fa quindi da ponte tra piastrina e piastrina, in virtù della sua struttura il vWF da una parte si lega, essendo un multimero di N monomeri, ad una piastrina, da una parte si lega con un monomero ad una Gp IIb/IIIa di una piastrina con un'altra subunità si lega ad un'altra piastrina ancora.
Questa rete che si viene a creare tra la piastrina e il sottoendotelio da una parte, e che garantisce l'ancoraggio della piastrina ad un'altra. L'intervento del vWF che media l'interazione tra piastrina e piastrina permette poi l'assemblaggio del trombo piastrinico.

## Attivazione
Tra le caratteristiche del fattore di von Willebrand è opportuno considerare il modo in cui questa proteina viene attivata. Il vWf infatti si attiva in condizioni di aumentato "shear-stress", ossia di stress meccanico dovuto ad un aumento del flusso nel microcircolo. Bisogna immaginare il vWf come un piccolo gomitolo proteico attaccato da un capo alla parete dell'endotelio: se aumenta il flusso nell'arteriola (condizione questa che è un presupposto dei meccanismi di emostasi primaria, cioè la vasocostrizione), il vWf risente di questo aumentato flusso, e inizia a dispiegarsi. Ed è proprio la forma disavvolta di questa proteina ad avere il più alto valore emostatico.

## Patologia
Il fattore di von Willebrand è coinvolto in un gran numero di malattie, tra cui la porpora trombotica trombocitopenica, la sindrome di Heyde e probabilmente la sindrome emolitico-uremica.